# Crypto Museum
Das Crypto Museum („Kryptographie-Museum“) ist ein virtuelles Museum mit Sitz in den Niederlanden, das sich der Geschichte der Kryptographie widmet, also der Wissenschaft, die sich mit der Verschlüsselung von Nachrichten befasst. Einen Schwerpunkt bilden Rotor-Chiffriermaschinen, insbesondere aus der Zeit des Zweiten Weltkriegs und des Kalten Kriegs.
Mit Wirkung vom 1. Januar 2025 ist das Crypto Museum eine gemeinnützige Organisation (niederländisch Algemeen nut beogende instelling) (ANBI) mit Namen Stichting Cryptomuseum (deutsch „Stiftung Cryptomuseum“, englisch Crypto Museum Trust). Das bedeutet, dass es auf Schenkungen und Erbschaften keine Steuern mehr zu entrichten hat.

## Geschichte

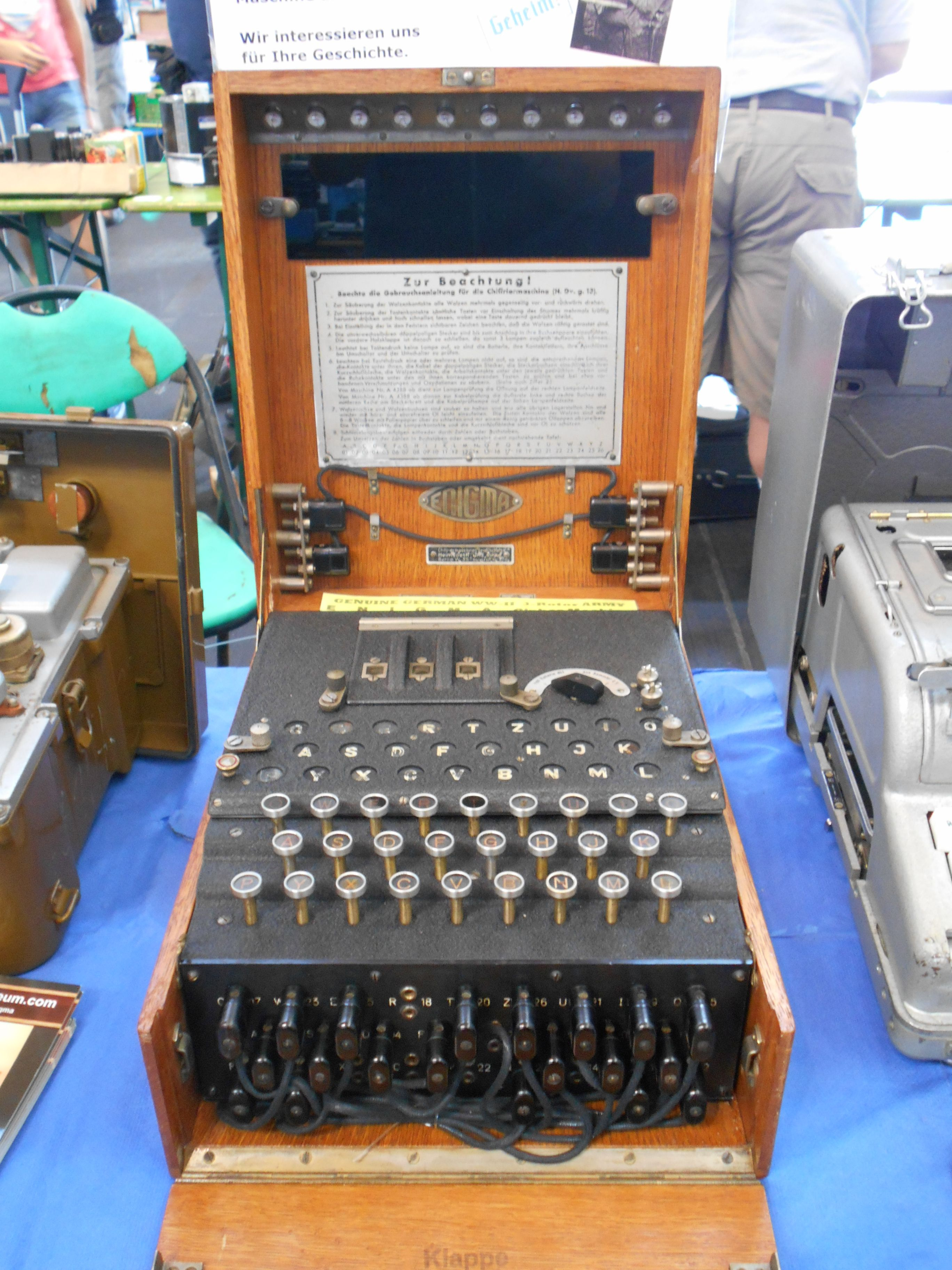
Enigma I am Stand des Crypto Museums auf der HAM RADIO 2016. Rechts daneben ist gerade noch eine Fialka zu erkennen.

Ins Leben gerufen wurde es im Jahr 2003 von Paul Reuvers und Marc Simons, zwei Ingenieuren aus Eindhoven. Beide sind auch bekannt durch die Entwicklung der Enigma-E, eines modernen elektronischen Nachbaus der deutschen Schlüsselmaschine Enigma. Darüber hinaus haben sie bei der Aufklärung der Operation Rubikon um den Schweizer Kryptogeräte-Hersteller Crypto AG eine wichtige Rolle gespielt. Bereits 2015 hatten sie Dokumente des US-Kryptologen William Friedman analysiert und so Verbindungen zu Boris Hagelin offengelegt. Das Wall Street Journal beschrieb Reuvers als „Experten für kryptografische Ausrüstung, Spionagefunksender und verdeckte Geräte aus der Zeit des Kalten Krieges“.
Das Crypto Museum existiert tatsächlich nicht nur virtuell, sondern es verfügt durchaus über eine Vielzahl von realen Exponaten. Zwar sind die Museumsräume (in Eindhoven) nicht öffentlich zugänglich, und die Sammlung ist nur selten für Besucher erreichbar, jedoch werden von Zeit zu Zeit, auch in Kooperation mit anderen Museen, Ausstellungen organisiert, auf denen die Stücke öffentlich präsentiert werden. So gibt es seit 2007 einen regelmäßigen Auftritt des Crypto Museums auf der Ham Radio (Bild), einer jährlich in Friedrichshafen stattfindenden Messe für Amateurfunk, in deren Rahmen Reuvers und Simons auch häufig Fachvorträge zu ausgewählten Themen der Kryptologie halten. Mit dem Spionagemuseum Berlin gab es 2019 eine gemeinsame Ausstellung zum Thema Wanzen der CIA.
Die Exponate des Crypto Museums sind permanent und kostenfrei in einer virtuellen Ausstellung zu sehen (siehe auch Webpräsenz unter Weblinks).

## Exponate
Außer der vermutlich berühmtesten Schlüsselmaschine der Geschichte, der deutschen Enigma, präsentiert das Museum eine Vielzahl weiterer Chiffriermaschinen. Dazu gehören die „rein“ mechanischen Maschinen von Boris Hagelin, wie B-21, B-211 und CD-57 sowie die M-209, die mit 140.000 Stück sicher zu den am meisten produzierten Schlüsselmaschinen der Geschichte gehört. Ferner zeigt es eine Reihe von elektromechanischen Maschinen wie die in der Sowjetunion entwickelte Fialka, die Schweizer Nema, die italienische OMI, die amerikanische Sigaba, die britische TypeX, den deutschen Funkfernschreiber T52 „Geheimschreiber“ und den Lorenz-Schlüsselzusatz SZ 42, um nur einige besonders prominente Exponate zu nennen.
Neben der Vielzahl von Fotos, Abbildungen und Skizzen werden darüber hinaus ausführliche Erklärungen zu Geschichte, Funktion, Verwendung und – soweit gegeben – auch Kryptanalyse und Bruch der Maschinen präsentiert.

## Veröffentlichungen
- Klaus Kopacz, Paul Reuvers: Schlüsselgerät 41. 22. Dezember 2023, S. 1–26 (cryptomuseum.com [PDF]).
- Paul Reuvers, Marc Simons: Enigma G-111. 1. Mai 2013, S. 1–28 (cryptomuseum.com [PDF]).
- Paul Reuvers, Marc Simons: Fialka M-125. Juni 2009, S. 1–142 (cryptomuseum.com [PDF]).